# بوكرواسون
بوكرواسون (بالفرنسية: Beaucroissant) هي بلدية في إقليم إزار بمنطقة أفيرن–رون ألب في جنوب شرق فرنسا.